# دونت‌ناد انترتینمنت
دونت‌ناد انترتینمنت (به انگلیسی: Dontnod Entertainment) یک شرکت فرانسوی توسعه‌دهنده بازی‌های ویدئویی که در ژوئن ۲۰۰۸، در پاریس، فرانسه تأسیس شده‌است. از سال ۲۰۱۳ این شرکت بازی اکشن-ماجراجویی ریممبر می، بازی ماجراجویی گرافیکی لایف ایز استرنج و دنبالهٔ آن لایف ایز استرنج ۲، عنوان نقش‌آفرینی اکشن ومپیر (۲۰۱۸)، و تل می وای (۲۰۲۰) را منتشر کرده است؛ و آخرین اثر آن‌ها با نام تویین میرور نیز در دسامبر سال ۲۰۲۰ به بازار عرضه شد.

## بازی‌ها
| سال  | عنوان             | سکو(ها) | سکو(ها) | سکو(ها) | سکو(ها) | سکو(ها) | سکو(ها) | سکو(ها) | ناشر(ها)             |
| سال  | عنوان             | ویندوز  | مک      | لین     | پی‌اس۳   | پی‌اس۴   | اکس۳۶۰  | اکس‌وان  | ناشر(ها)             |
| ---- | ----------------- | ------- | ------- | ------- | ------- | ------- | ------- | ------- | -------------------- |
| ۲۰۱۳ | ریممبر می         | آری     | نه      | نه      | آری     | نه      | آری     | نه      | کپ‌کام                |
| ۲۰۱۵ | لایف ایز استرنج   | آری     | آری     | آری     | آری     | آری     | آری     | آری     | اسکوئر انیکس         |
| ۲۰۱۸ | ومپیر             | آری     | نه      | نه      | نه      | آری     | نه      | آری     | فوکوس هوم انترتینمنت |
| ۲۰۱۸ | لایف ایز استرنج ۲ | آری     | نه      | نه      | نه      | آری     | نه      | آری     | اسکوئر انیکس         |
| ۲۰۲۰ | تل می وای         | آری     | نه      | نه      | نه      | نه      | نه      | آری     | اکس‌باکس گیم استودیوز |
| ۲۰۲۰ | تویین میرور       | آری     | نه      | نه      | نه      | آری     | نه      | آری     | دونت‌ناد انترتینمنت   |